# Critérium International 2010
Il Critérium International 2010, settantanovesima edizione della corsa e valida come evento del circuito UCI Europe Tour 2010 categoria 2.HC. Si svolse in Corsica su tre tappe dal 27 al 28 marzo 2010 da Porto Vecchio a Porto Vecchio, su un percorso totale di circa 258,7 km. Fu vinto dal francese Pierrick Fédrigo che terminò la gara con il tempo di 7 ore 11 minuti e 59 secondi, alla media di 35,93 km/h.
Al traguardo sul Col de l'Ospedale 112 ciclisti completarono la gara.

## Tappe
| Tappa  | Data     | Percorso                          | km    | Vincitore di tappa | Leader cl. generale |
| ------ | -------- | --------------------------------- | ----- | ------------------ | ------------------- |
| 1ª     | 27 marzo | Porto Vecchio > Col de l'Ospedale | 175,5 | Pierrick Fédrigo   | Pierrick Fédrigo    |
| 2ª     | 28 marzo | Porto Vecchio > Porto Vecchio     | 75,5  | Russell Downing    | Pierrick Fédrigo    |
| 3ª     | 28 marzo | Porto Vecchio (Cron. individuale) | 7,7   | David Millar       | Pierrick Fédrigo    |
| Totale | Totale   | Totale                            | 258,7 |                    |                     |

## Squadre e corridori partecipanti
| N.    | Cod. | Squadra                       |
| ----- | ---- | ----------------------------- |
| 1-8   | THR  | Team HTC-Columbia             |
| 11-18 | AST  | Astana Team                   |
| 21-28 | RSH  | Team RadioShack               |
| 31-38 | ALM  | AG2R La Mondiale              |
| 41-48 | GRM  | Garmin-Transitions            |
| 51-58 | BMC  | BMC Racing Team               |
| 61-68 | COF  | Cofidis                       |
| 71-78 | FDJ  | FDJ                           |
| 81-88 | SKY  | Sky Professional Cycling Team |

| N.      | Cod. | Squadra                      |
| ------- | ---- | ---------------------------- |
| 91-98   | BBO  | Bbox Bouygues Telecom        |
| 101-108 | GCE  | Caisse d'Epargne             |
| 111-118 | EUS  | Euskaltel-Euskadi            |
| 121-128 | SAU  | Saur-Sojasun                 |
| 131-138 | SKS  | Skil-Shimano                 |
| 141-148 | RLM  | Roubaix-Lille Métropole      |
| 151-158 | VAC  | Vacansoleil Pro Cycling Team |
| 161-168 | BSC  | Bretagne-Schuller            |

## Dettagli delle tappe

### 1ª tappa
- 27 marzo: Porto Vecchio > Col de l'Ospedale – 175,5 km

Risultati
| Pos. | Corridore        | Squadra       | Tempo    |
| ---- | ---------------- | ------------- | -------- |
| 1    | Pierrick Fédrigo | Bouygues Tel. | 5h19'45" |
| 2    | Tiago Machado    | RadioShack    | a 11"    |
| 3    | Samuel Sánchez   | Euskaltel     | a 15"    |

| Pos. | Corridore        | Squadra       | Tempo    |
| ---- | ---------------- | ------------- | -------- |
| 1    | Pierrick Fédrigo | Bouygues Tel. | 5h19'35" |
| 2    | Tiago Machado    | RadioShack    | a 15"    |
| 3    | Samuel Sánchez   | Euskaltel     | a 21"    |

### 2ª tappa
- 28 marzo: Porto Vecchio > Porto Vecchio – 75,5 km

Risultati
| Pos. | Corridore        | Squadra       | Tempo    |
| ---- | ---------------- | ------------- | -------- |
| 1    | Russell Downing  | SKY           | 1h42'20" |
| 2    | Michael Albasini | HTC-Columbia  | s.t.     |
| 3    | Pierrick Fédrigo | Bouygues Tel. | s.t.     |

| Pos. | Corridore        | Squadra       | Tempo    |
| ---- | ---------------- | ------------- | -------- |
| 1    | Pierrick Fédrigo | Bouygues Tel. | 7h01'53" |
| 2    | Tiago Machado    | RadioShack    | a 17"    |
| 3    | Samuel Sánchez   | Euskaltel     | a 23"    |

### 3ª tappa
- 28 marzo: Porto Vecchio – Cronometro individuale – 7,7 km

Risultati
| Pos. | Corridore        | Squadra      | Tempo |
| ---- | ---------------- | ------------ | ----- |
| 1    | David Millar     | Garmin       | 9'50" |
| 2    | Alberto Contador | Astana Team  | a 2"  |
| 3    | Michael Rogers   | HTC-Columbia | a 3"  |

| Pos. | Corridore        | Squadra       | Tempo    |
| ---- | ---------------- | ------------- | -------- |
| 1    | Pierrick Fédrigo | Bouygues Tel. | 7h11'59" |
| 2    | Michael Rogers   | HTC-Columbia  | a 14"    |
| 3    | Tiago Machado    | RadioShack    | a 15"    |

## Evoluzione delle classifiche
| Tappa              | Vincitore          | Classifica generale | Classifica a punti | Classifica scalatori | Classifica giovani | Classifica a squadre |
| ------------------ | ------------------ | ------------------- | ------------------ | -------------------- | ------------------ | -------------------- |
| 1ª                 | Pierrick Fédrigo   | Pierrick Fédrigo    | Pierrick Fédrigo   | Pierre Rolland       | Tiago Machado      | Team RadioShack      |
| 2ª                 | Russell Downing    | Pierrick Fédrigo    | Pierrick Fédrigo   | Pierre Rolland       | Tiago Machado      | Team RadioShack      |
| 3ª                 | David Millar       | Pierrick Fédrigo    | Pierrick Fédrigo   | Pierre Rolland       | Tiago Machado      | Team RadioShack      |
| Classifiche finali | Classifiche finali | Pierrick Fédrigo    | Pierrick Fédrigo   | Pierre Rolland       | Tiago Machado      | Team RadioShack      |

## Classifiche finali

### Classifica generale - Maglia gialla
| Pos. | Corridore        | Squadra       | Tempo    |
| ---- | ---------------- | ------------- | -------- |
| 1    | Pierrick Fédrigo | Bouygues Tel. | 7h11'59" |
| 2    | Michael Rogers   | HTC-Columbia  | a 14"    |
| 3    | Tiago Machado    | RadioShack    | a 15"    |
| 4    | Samuel Sánchez   | Euskaltel     | a 19"    |
| 5    | David Millar     | Garmin        | s.t.     |
| 6    | Cadel Evans      | BMC Racing    | a 22"    |
| 7    | Chris Horner     | RadioShack    | a 25"    |
| 8    | Maxime Monfort   | HTC-Columbia  | a 26"    |
| 9    | Ben Hermans      | RadioShack    | a 35"    |
| 10   | Beñat Intxausti  | Euskaltel     | a 39"    |

### Classifica a punti
| Pos. | Corridore        | Squadra       | Punti |
| ---- | ---------------- | ------------- | ----- |
| 1    | Pierrick Fédrigo | Bouygues Tel. | 25    |
| 2    | David Millar     | Garmin        | 15    |
| 3    | Russell Downing  | Team SKY      | 15    |
| 4    | Michael Rogers   | HTC-Columbia  | 15    |
| 5    | Tiago Machado    | RadioShack    | 14    |

### Classifica scalatori
| Pos. | Corridore        | Squadra       | Punti |
| ---- | ---------------- | ------------- | ----- |
| 1    | Pierre Rolland   | Bouygues Tel. | 12    |
| 2    | Cédric Pineau    | Roubaix       | 10    |
| 3    | Dimitri Champion | AG2R La Mond. | 8     |
| 4    | Pierrick Fédrigo | Bouygues Tel. | 6     |
| 5    | Renaud Dion      | Roubaix       | 6     |

### Classifica giovani
| Pos. | Corridore       | Squadra       | Punti    |
| ---- | --------------- | ------------- | -------- |
| 1    | Tiago Machado   | RadioShack    | 7h12'14" |
| 2    | Ben Hermans     | RadioShack    | a 20"    |
| 3    | Beñat Intxausti | Euskaltel     | a 24"    |
| 4    | Daniel Martin   | Garmin        | a 41"    |
| 5    | Cyril Gautier   | Bouygues Tel. | a 1'09"  |

### Classifica a squadre
| Pos. | Squadra               | Tempo     |
| ---- | --------------------- | --------- |
| 1    | Team RadioShack       | 21h37'12" |
| 2    | Caisse d'Epargne      | a 1'19"   |
| 3    | Team HTC-Columbia     | a 1'29"   |
| 4    | Bbox Bouygues Telecom | a 1'47"   |
| 5    | Euskaltel-Euskadi     | a 2'06"   |